# Gökdeniz Bayrakdar
Gökdeniz Bayrakdar, né le 23 novembre 2001 à Kandıra en Turquie, est un footballeur turc qui évolue au poste d'attaquant à Bodrumspor.

## Biographie

### Kocaelispor
Né à Kandıra en Turquie, Gökdeniz Bayrakdar est formé par le club local du Kandira Genclerbirligi Belediyespor avant de rejoindre le Kocaelispor. Il joue son premier match de lors d'une rencontre de coupe de Turquie le 30 août 2017, face à Düzcespor (en). Il entre en jeu et son équipe s'incline par un but à zéro.

### Antalyaspor
En septembre 2020 est annoncé le transfert de Gökdeniz Bayrakdar à Antalyaspor. C'est avec ce club qu'il découvre la Süper Lig, l'élite du football turc. Il joue son premier match sous ses nouvelles couleurs dans cette compétition, le 19 septembre 2020 face au Beşiktaş JK. Il entre en jeu à la place de Nuri Şahin et inscrit son premier but quelques minutes plus tard, permettant à son équipe de prendre le point du match nul au Vodafone Park (1-1 score final),.
Le 28 octobre 2021, Bayrakdar réalise son premier doublé pour Antalyaspor, à l'occasion d'une rencontre de coupe de Turquie face au Diyarbekir Spor AŞ. Également auteur d'une passe décisive sur l'ouverture du score ce jour-là, il contribue à la victoire de son équipe par cinq buts à zéro.

### Bodrumspor
Le 11 janvier 2023, lors du mercato hivernal, Gökdeniz Bayrakdar est prêté jusqu'à la fin de la saison à Bodrumspor. Le club dispose alors d'une option d'achat sur le joueur.
Bayrakdar inscrit son premier but pour le club dès son premier match, le 15 janvier 2023, face au Yeni Malatyaspor, en championnat. Il entre en jeu et participe à la victoire de son équipe par trois buts à un.

### En équipe nationale
Gökdeniz Bayrakdar joue son premier match avec l'équipe de Turquie espoirs le 26 mars 2021 lors d'un match amical face à la Croatie. Il est titulaire et son équipe s'incline par quatre buts à un. Il inscrit son premier but avec les espoirs le 16 novembre 2021 face au Danemark. Son équipe s'incline toutefois par deux buts à un ce jour-là.

## Vie personnelle
Gökdeniz Bayrakdar est né et a grandi à Kandıra en Turquie, d'une famille originaire d'Akçaabat. Sa mère est femme au foyer et son père tient une épicerie. Il a deux frères. Il hérite du prénom Gökdeniz en hommage à l'ancien international turc Gökdeniz Karadeniz, les membres de sa famille étant majoritairement supporters de Trabzonspor, où l'ancien attaquant a longtemps évolué.

## Statistiques

### Statistiques détaillées
| Saison                | Club                  | Championnat           | Championnat | Championnat | Coupe(s) nationale(s) | Coupe(s) nationale(s) | Supercoupe | Supercoupe | Barrages | Barrages | Total | Total |
| Saison                | Club                  | Division              | M.          | B.          | M.                    | B.                    | M.         | B.         | M.       | B.       | M.    | B.    |
| 2017-2018             | Kocaelispor           | 3. Lig (tr)           | 19          | 3           | 1                     | 0                     | -          | -          | -        | -        | 20    | 3     |
| 2018-2019             | Kocaelispor           | 3. Lig (tr)           | 32          | 5           | 2                     | 0                     | -          | -          | 2        | 0        | 36    | 5     |
| 2019-2020             | Kocaelispor           | 3. Lig (tr)           | 27          | 12          | 2                     | 1                     | -          | -          | -        | -        | 29    | 13    |
| Sous-total            | Sous-total            | Sous-total            | 78          | 20          | 5                     | 1                     | -          | -          | 2        | 0        | 85    | 21    |
| 2020-2021             | Antalyaspor           | Süper Lig             | 31          | 6           | 6                     | 2                     | -          | -          | -        | -        | 37    | 8     |
| 2021-2022             | Antalyaspor           | Süper Lig             | 29          | 2           | 5                     | 4                     | 1          | 0          | -        | -        | 35    | 6     |
| 2022-2023             | Antalyaspor           | Süper Lig             | 13          | 2           | 2                     | 0                     | -          | -          | -        | -        | 15    | 2     |
| Sous-total            | Sous-total            | Sous-total            | 73          | 10          | 13                    | 6                     | 1          | 0          | -        | -        | 87    | 16    |
| 2022-2023             | Bodrumspor (prêt)     | 1. Lig (en)           | 18          | 9           | -                     | -                     | -          | -          | 4        | 0        | 22    | 9     |
| 2023-2024             | Bodrumspor            | 1. Lig (en)           | 23          | 7           | 1                     | 0                     | -          | -          | -        | -        | 24    | 7     |
| Sous-total            | Sous-total            | Sous-total            | 41          | 16          | 1                     | 0                     | -          | -          | 4        | 0        | 46    | 16    |
| Total sur la carrière | Total sur la carrière | Total sur la carrière | 192         | 46          | 19                    | 7                     | 1          | 0          | 6        | 0        | 218   | 53    |